# Glenn Tipton
Glenn Raymond Tipton (født 25. oktober 1947 i Blackheath, England) er en af lead guitaristerne (og lejlighedsvis keyboardspiller) i det britiske heavy metal-band Judas Priest. Før Tipton sluttede sig til bandet i 1974 var han medlem af gruppen The Flying Hat Band.
I 1997 udgav Tipton sit første soloalbum Baptizm of Fire hvor en mængde velkendte personer også optrådte på, som f.eks. John Entwistle, Billy Sheehan, Cozy Powell og Don Airey.

## Diskografi

### Judas Priest
- Rocka Rolla (1974)
- Sad Wings of Destiny (1976)
- Sin After Sin (1977)
- Stained Class (1978)
- Killing Machine (1978) (udgivet som  Hell Bent for Leather i USA 1979)
- Unleashed in the East Live (1979)
- British Steel (1980)
- Point of Entry (1981)
- Screaming for Vengeance (1982)
- Defenders of the Faith (1984)
- Turbo (1986)
- Priest...Live! (1987)
- Ram It Down (1988)
- Painkiller (1990)
- Metalogy Box-set (2004)
- Angel of Retribution (2005)
- Rising In the East DVD (2005)
- Live Vengeance '82  DVD genudgivelse, UMD (2006)
- The Essential Judas Priest Opsamling (2006)

## Solo
- Baptizm of Fire (1997)
- Edge of the World (2006)